# پیش‌کوسه‌دندان
پیش‌کوسه‌دندان (نام علمی: Prosqualodon) نام یک سرده از زیرراسته آب‌بازسانان دندان‌دار است.